# Prefecto de la annona

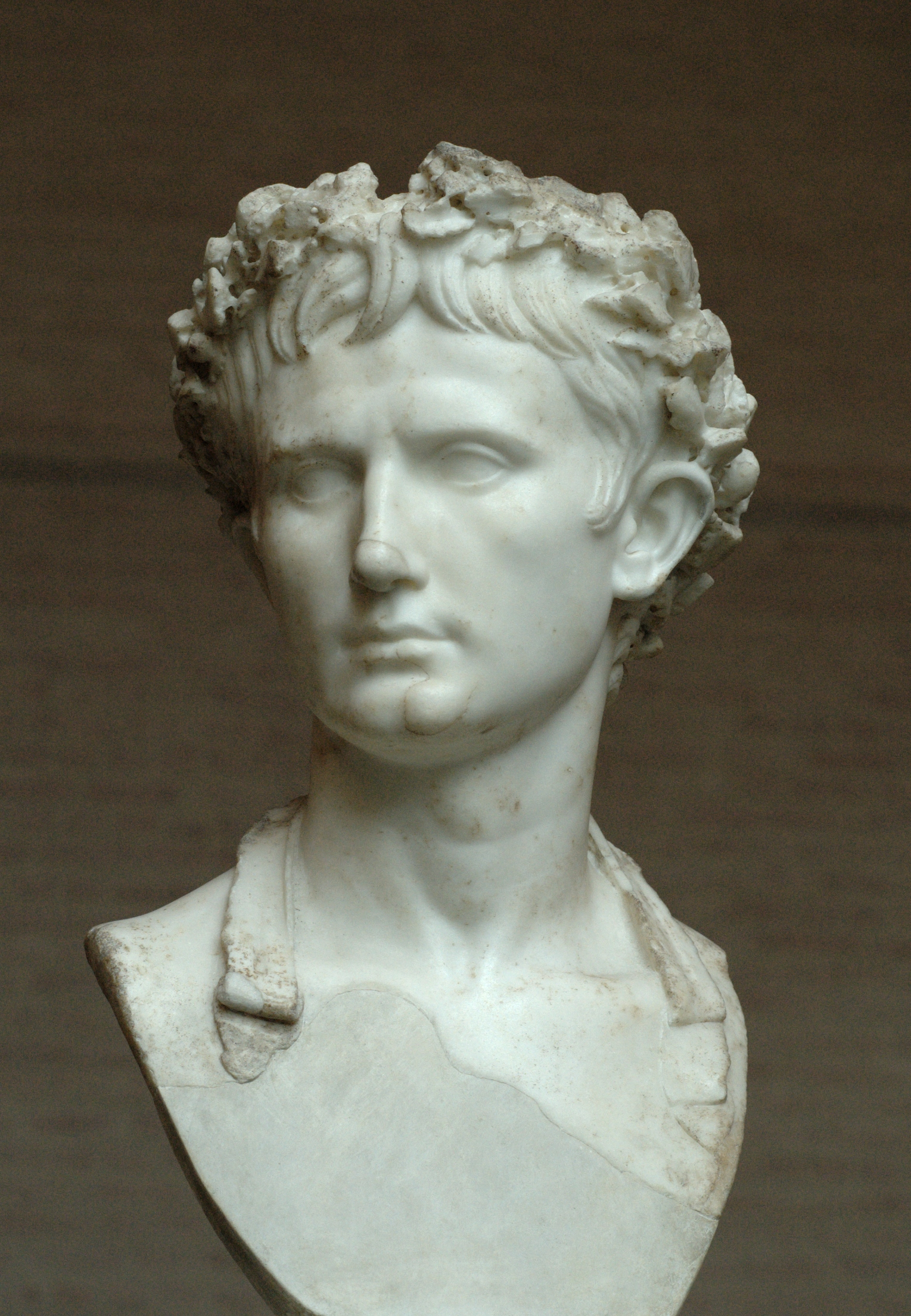
Augusto con la corona cívica, que creó el cargo de prefecto de la annona. Gliptoteca de Múnich.

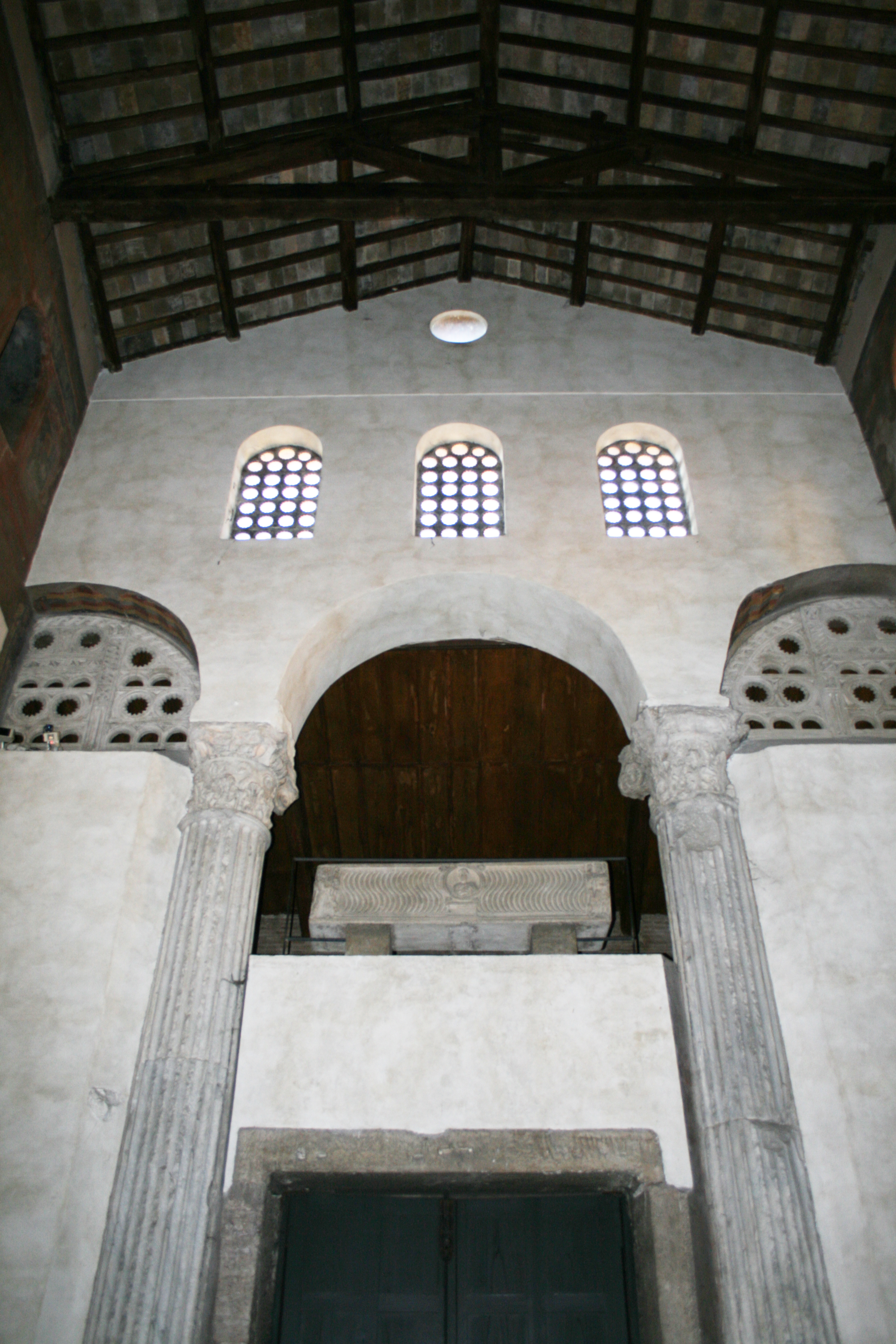
Las columnas de la statio annonae forman parte ahora de la iglesia de Santa Maria in Cosmedin, Roma. Otra statio fue encontrada cerca de la Cripta Balbi.

El prefecto de la annona, también, prefecto de la anona (en latín: Praefectus annonae, 'prefecto de las provisiones') era un funcionario imperial romano encargado de la supervisión del suministro de trigo y cereales (grano) a la ciudad de Roma. 

## Historia
Durante la República romana, el trabajo de la administración de la annona, generalmente, lo hacía un edil. Sin embargo, en períodos de emergencia, o de escasez extraordinaria, podían ser elegidos determinados ciudadanos para el cargo para controlar el abastecimiento a toda la población. Lucio Minucio Augurino, el acusador de Espurio Melio, fue el primero designado para este cargo, desde el año 439 a. C.
A principios de los años 60 a. C., tras el saqueo del puerto de Ostia por piratas, Pompeyo ostentó el cargo. Hacia el año 7 a. C., el primer emperador romano, Augusto, siguió este ejemplo y, tras investirse con estos poderes, especificó que cada año se nombraran dos antiguos pretores para desempeñar las funciones de este cargo. Augusto transfirió este cargo, antes en poder de los ediles a que lo ostentaran miembros de la orden ecuestre. Augusto también especificó que estos oficiales serían ayudados por un adiutor (adiutor praefecti annonae), que desde el siglo II, sería el subpraefectus (subpraefectus annonae), que sería nombrado directamente por el emperador y recibía un salario de 100.000 sestercios y por debajo, todo un aparato administrativo y de gestión, cada vez más numeroso y especializado. 
Posteriormente, Augusto ordenó que este cargo debía tener rango consular. Después del reinado de Augusto, se conservó este cargo. Después del reinado de Claudio (r. 41-54), se nombraron procuradores para los puertos (procurator portus), para el suministro de cereales en Ostia (procurator annonae Ostis) y para las provincias, también gremios de profesionales activos en el comercio y transporte de cereales. El cargo de prefecto de la annona continuó existiendo hasta la caída del Imperio Romano. Durante el Imperio Romano Tardío, se establecieron prefectos de la annona para la ciudad de Alejandría (praefecti annonae Alexandriae) y la provincia de África (praefectus annonae Africae).
El prefecto de la annona, junto al prefecto del pretorio, el prefecto de los vigiles (prefecto vigilum que actuaba como máximo responsable del cuerpo de bomberos) y el prefecto de Egipto, estaban englobados dentro del grupo de las grandes prefecturas del Imperio romano.

## Funciones
Dadas las dimensiones que había alcanzado la ciudad de Roma y la imperiosa necesidad de controlar adecuadamente su abastecimiento, los poderes del prefecto de la annona, que dependía directamente del emperador, llegaron a ser muy importantes. Debía gestionar los diferentes suministros desde todos los puntos del Imperio, lo que requería desde el establecimiento de especializaciones en la producción agrícola hasta la programación exhaustiva del transporte y su almacenamiento, con los correspondientes excedentes agrícolas para poder garantizar una regularidad en el abastecimiento, incluso en épocas de escasez extraordinaria.
Sus funciones incluían, por tanto, desde la compra de trigo y otros cereales, hasta la contratación del transporte o la jurisdicción sobre asuntos relacionados con el precio de los cereales en el mercado y la administración de alimentos, pudiendo por tanto sancionar a los funcionarios que realizasen manipulaciones en el comercio de cereales.